# Oncidium stenoglossum
Oncidium stenoglossum là một loài thực vật có hoa trong họ Lan. Loài này được (Schltr.) Dressler & N.H.Williams mô tả khoa học đầu tiên năm 1975.